# Ernestine Spitzer
Ernestine Spitzer, född 22 april 1836, död 13 mars 1897, var en österrikisk modeskapare. Hon grundade modehuset G. & E. Spitzer i Wien.